# Zbigniew Przyrowski
Zbigniew Przyrowski (ur. 29 lipca 1921 w Rogoźnie, zm. 29 maja 2008 w Warszawie) – polski dziennikarz, popularyzator tematyki naukowo-technicznej.

## Życiorys
Przed 1939 ukończył Liceum Nauk Przyrodniczych im. Zygmunta Augusta w Wilnie. W czasie II wojny światowej był żołnierzem Obwodu Wileńskiego Armii Krajowej. W latach 1946–1950 studiował na Wydziale Humanistycznym Uniwersytetu Warszawskiego. W latach 1946–1947 był sekretarzem redakcji miesięcznika „Teatr Ludowy”, a w okresie od 1947 do 1950 dwutygodnika „Młody Zawodowiec”. W 1950 założył dwutygodnik „Młody Technik” (przekształcony z „Młodego Zawodowca”, od 1953 miesięcznik). W „Młodym Techniku” Zbigniew Przyrowski pełnił funkcję redaktora naczelnego przez 31 lat (od 15 czerwca 1950 do 31 lipca 1981).
Był autorem i współautorem wielu artykułów na łamach czasopism i książek o tematyce naukowo-technicznej, haseł w słownikach i encyklopediach (m.in. w Encyklopedii odkryć i wynalazków, wyd. 1 w 1979), podręczników szkolnych, słów piosenek filmowych („Zbudujemy nową Polskę”). Tworzył cykliczne audycje radiowe poświęcone technice (m.in. „Dla ciekawych ciekawe sprawy”, „Zapraszamy na orbitę”, „Na stacji stu sensacji”). Był także m.in. wykładowcą Wyższej Szkoły Nauczycielskiej w Warszawie.
Z racji wieloletniej promocji polskiej fantastyki naukowej, poprzez publikowanie utworów młodych polskich twórców na łamach „Młodego Technika”, a także wydanie kilku antologii (m.in. pierwszej antologii polskich utworów s-f Posłanie z piątej planety w 1964) Andrzej Wójcik nazwał go „polskim Gernsbackiem”.
Był także encyklopedystą; został wymieniony w gronie edytorów Encyklopedii odkryć i wynalazków wydanej w latach 1979-1991 .
Należał do ZAiKS-u i Stowarzyszenia Dziennikarzy Polskich (1951–1981 i ponownie od 1989), NSZZ „Solidarność” (1980–1981), Rady Głównej Towarzystwa Kultury Technicznej (1985–2008). Był członkiem Kapituły Orderu Uśmiechu (1968–1981 i ponownie od 1992).
Działał w żoliborskim kole Polskiego Związku Niewidomych.
Mieszkał w Warszawie, na Żoliborzu, przy ul. Słowackiego.

## Odznaczenia i nagrody
- Krzyż Kawalerski Orderu Odrodzenia Polski
- Złoty Krzyż Zasługi
- Medal Komisji Edukacji Narodowej
- Nagroda m. st. Warszawy (1965)
- Nagroda Polskiego Komitetu ds. Radia i Telewizji (dwukrotnie)
- Nagroda Polskiej Sekcji IBBY za Książkę Roku (za książkę Encyklopedia przyrody i techniki dla dzieci i rodziców, 1996)

## Twórczość
- Światło z ziemi: opowieść o Ignacym Łukasiewiczu (ilustr. Leopold Buczkowski; Nasza Księgarnia 1954; wydanie 3: 1973, 1984, ISBN 83-10-0854-2-7)
- W krainie jutra. Nasza Księgarnia, Warszawa 1966
- A czy znasz ty, bracie młody... Czytanki dla kl. 4 (wespół ze Stanisławem Aleksandrzakiem; Państwowe Zakłady Wydawnictw Szkolnych, liczne wznowienia, wyd. 7 w 1969)
- Świat wokół nas: wiadomości o przyrodzie dla kl. 3 (podręcznik szkolny; wespół z Janem Kopczewskim i Tadeuszem Wróblem; Państwowe Zakłady Wydawnictw Szkolnych, liczne wznowienia, m.in. 1969; 1970, 1973, 1974, 1975)
- W naszej gromadzie: podręcznik do nauki języka polskiego dla kl. 3 (wespół ze Stanisławem Aleksandrzakiem i Józefą Rytlową; Wydawnictwa Szkolne i Pedagogiczne, liczne wznowienia, wyd. 11 w 1975)
- Z bliska i z daleka: wypisy dla kl. 5 (wespół ze Stanisławem Aleksandrzakiem; Państwowe Zakłady Wydawnictw Szkolnych, liczne wznowienia, wyd. 8 w 1970)
- Od łuczywa do lasera (ilustr. Zbigniew Rychlicki; Nasza Księgarnia 1970; seria: „Nasz Świat”)
- Słowo drukowane (Krajowa Agencja Wydawnicza RSW „Prasa, Książka, Ruch” 1975; seria: „Niezwykłe Dzieje Zwykłych Rzeczy”)
- Lata dalekie i bliskie. Wypisy z ćwiczeniami w mówieniu i pisaniu: kl. V (wespół ze Stanisławem Aleksandrzakiem i Janiną Wójcik; Wydawnictwa Szkolne i Pedagogiczne 1976; liczne wznowienia)
- Księga wynalazków (wespół z Bolesławem Orłowskim; ilustr. Janusz Ciszewski, Maciej Jędrysik, Konstanty Maria Sopoćko; Nasza Księgarnia 1977, 1978, 1982, ISBN 83-10-0818-7-1)
- Pan Ambroży czyli Jak to było w dawnej Polsce (ilustr. Zbigniew Łoskot; Nasza Księgarnia 1981, ISBN 83-10-0795-0-8; ilustr. Barbara Kuropiejska-Przybyszewska; Ludowa Spółdzielnia Wydawnicza 2001, ISBN 83-20-5456-2-5)
- Księga odkryć (wespół z Bolesławem Orłowskim; ilustr. Maciej Jędrysik; Nasza Księgarnia 1987, ISBN 83-10-0877-5-6; Wyd. Hubert 2002, ISBN 83-73-1142-7-0)
- Wyprawa Magellana (Wiedza Powszechna 1990; seria: „Miniatury Geograficzne”, ISBN 83-21-4067-6-9)
- Encyklopedia przyrody i techniki dla dzieci i rodziców (Wiedza Powszechna 1996, ISBN 83-21-4066-3-7)
- Kto to był? Popularny słownik biograficzny (Wiedza Powszechna 1996, ISBN 83-21-4108-3-9)
- Techniczne abecadło: leksykon dla dzieci (Wiedza Powszechna 1997, ISBN 83-21-4084-3-5)
- Popularna encyklopedia staropolska (wstęp Janusz Tazbir; ABC-Future 1998, ISBN 83-86-7882-8-3)

## Opracowania i prace redakcyjne
- Konrad Fiałkowski, Poprzez piąty wymiar (autor posłowia; Nasza Księgarnia 1967)
- Jules Verne, Wokół Księżyca (autor wstępu; przekł. Ludmiła Duninowska; ilustr. Daniel Mróz; Nasza Księgarnia 1970)
- Nowa cywilizacja. Dwieście lat polskiej fantastyki naukowej (autor wyboru, wstępu i not o autorach; ilustr. Alina i Daniel Mrozowie; Nasza Księgarnia 1973)
- Czesław Janczarski, Płynie Wisła, płynie... (autor objaśnień pod ilustracjami - opisów miast nadwiślańskich; ilustr. Bohdan Bocianowski; Nasza Księgarnia 1973, wydanie 3: 1981, ISBN 83-10-0805-6-5; 1987, ISBN 83-10-0805-6-5)
- Wołanie na Mlecznej Drodze (antologia opowiadań; autor wyboru; ilustr. Janusz Wiśniewski; Nasza Księgarnia 1976)
- Drugi próg życia (antologia opowiadań; autor wyboru; oprac. graf. Tomasz Borowski; Nasza Księgarnia 1980, ISBN 83-10-0771-0-6)
- Encyklopedia odkryć i wynalazków: chemia, fizyka, medycyna, rolnictwo, technika (współautor redakcji; m.in. wespół z Krzysztofem Błaszkowskim, Bolesławem Orłowskim, Zbigniewem Płochockim, i in. Wiedza Powszechna 1979, 1988, 1990, 1991, ISBN 83-21-4002-1-3)
- Słownik uczonych (współautor haseł dodatkowych; wespół z Bolesławem Orłowskim; z ang. przeł. Piotr Amsterdamski, Bolesław Orłowski, Małgorzata Yamazaki; [aut. haseł uzupełniających do wyd. pol. Bolesław Orłowski, Zbigniew Przyrowski; Horyzont 2002, ISBN 83-73-1143-0-0)